# Joyce da Silva
Joyce Gomes da Silva (Guarulhos, 13 giugno 1984) è una pallavolista brasiliana.
Gioca nel ruolo di opposto nel Çanakkale.

## Carriera
La carriera di Joyce da Silva nel 1998 nell'Associação Atlética de Guarulhos. Nel 2001 inizia la carriera da professionista col São Caetano, per poi passare due stagioni dopo al Minas, con cui disputa una finale ed ottiene un terzo posto nel campionato brasiliano. Durante questi anni entra nel giro della nazionale brasiliana, con cui debutta nel 2006, disputando alcuni incontri del World Grand Prix.
Dopo una stagione nel Pinheiros, nel 2008 viene ingaggiata dal Rio de Janeiro, con cui vince per la prima volta la Superliga. Con la nazionale nel 2009 vince la medaglia d'oro alla Coppa panamericana, al World Grand Prix e al campionato sudamericano; alla Grand Champions Cup, invece, vince la medaglia d'argento. Un anno dopo vince la medaglia d'argento al campionato mondiale.
Nel 2010 viene ingaggiata dal GRER, col quale si aggiudica un Campionato Paulista; nel 2012, con la nazionale, vince la medaglia d'argento alla Coppa panamericana. La stagione 2012-13 viene ingaggiata all'estero, dal club russo del Fakel, mentre la stagione successiva passa al KGC Ginseng nella V-League sudcoreana: vi gioca per due annate, terminando la prima al terzo posto e venendo premiata come MVP del 1º round e miglior realizzatrice; con la nazionale nel 2015 vince la medaglia d'argento ai XVII Giochi panamericani.
Nell'annata 2015-16 ritorna in Europa vestendo la maglia del Bursa BB club militante nella Voleybol 1. Ligi turca, con cui si aggiudica la Challenge Cup 2016-17, dove viene premiata come miglior giocatrice. Nel campionato 2017-18 passa al Çanakkale, sempre in Sultanlar Ligi.

## Palmarès

### Club
- Campionato brasiliano: 1

2008-09
- Campionato Paulista: 1

2011
- Challenge Cup: 1

2016-17

### Nazionale (competizioni minori)
- Montreux Volley Masters 2006
- Final Four Cup 2009
- Montreux Volley Masters 2009
- Coppa panamericana 2009
- Coppa panamericana 2012
- Giochi panamericani 2015

### Premi individuali
- 2009 - Final Four Cup: MVP
- 2014 - V-League: MVP 1º round
- 2014 - V-League: Miglior realizzatrice
- 2017 - Challenge Cup: MVP